# Terebratulina peculiaris
Terebratulina peculiaris är en armfotingsart som beskrevs av Kishio Hatai 1940. Terebratulina peculiaris ingår i släktet Terebratulina och familjen Cancellothyrididae. Inga underarter finns listade i Catalogue of Life.